# Mr. Turner
Mr. Turner är en brittisk biografisk dramafilm från 2014 skriven och regisserad av Mike Leigh. I titelrollen som konstnären William Turner finns Timothy Spall.
Vid Oscarsgalan 2015 nominerades filmen till fyra priser, bland annat till Bästa foto. Även vid BAFTA-galan 2015 nominerades den till fyra priser. Vid Filmfestivalen i Cannes 2014 prisades Timothy Spall som Bästa manliga skådespelare och filmen nominerades till Guldpalmen.

## Rollista
- Timothy Spall – William Turner (1775–1851)
- Dorothy Atkinson – Hannah Danby (1786–1853)
- Marion Bailey – Sophia Booth (1798–1875)
- Paul Jesson – Turners far, William Turner (1745–1829)
- Lesley Manville – Mary Somerville (1780–1872)
- Martin Savage – Benjamin Haydon (1786–1846)
- Ruth Sheen – Sarah Danby (1760–1861)
- Sandy Foster – Evalina Dupois (1801–1874)
- Amy Dawson – Georgiana Thompson (1811–1843)
- Joshua McGuire – John Ruskin (1819–1900)
- Fenella Woolgar – Elizabeth Eastlake (1809–1893)
- James Fleet – John Constable (1776–1837)
- Karina Fernandez – Miss Coggins
- Kate O'Flynn – prostituerad
- Elizabeth Berrington – kritiker
- Eileen Davies – kritiker
- Tom Wlaschiha – Albert av Sachsen-Coburg-Gotha
- Sinead Matthews – Viktoria av Storbritannien
- Richard Bremmer – George Jones (1786–1869)
- David Horovitch – Dr Price
- Peter Wight – Joseph Gillott (1799–1873)
- Jamie Thomas King – David Roberts (1796–1864)
- Roger Ashton-Griffiths – Henry William Pickersgill (1782–1875)
- Simon Chandler – Augustus Wall Callcott (1779–1844)
- Leo Bill – J.E Mayall (1813–1901)
- Edward de Souza – Thomas Stothard (1755–1834)